# Fossato Serralta
Fossato Serralta é uma comuna italiana da região da Calábria, província de Catanzaro, com cerca de 660 habitantes. Estende-se por uma área de 12 km², tendo uma densidade populacional de 55 hab/km². Faz fronteira com Albi, Cicala, Gimigliano, Pentone, Sorbo San Basile, Taverna.

## Demografia
| Variação demográfica do município entre 1861 e 2011                               |
|                                                                                   |
| Fonte: Istituto Nazionale di Statistica (ISTAT) - Elaboração gráfica da Wikipedia |